# Matt Besler
Matt Besler (Overland Park, 11 de fevereiro de 1987), é um ex-futebolista Americano que atuava como zagueiro.

## Carreira
Besler se profissionalizou no Sporting Kansas City, em 2009, clube no qual ainda atua.

## Títulos

### Estados Unidos
- Copa Ouro da CONCACAF: 2013, 2017

### Sporting Kansas City
- Copa dos Estados Unidos: 2012
- MLS Cup: 2013